# Římskokatolická farnost Lipník nad Bečvou
Římskokatolická farnost Lipník nad Bečvou je územní společenství římských katolíků s farním kostelem svatého Jakuba Staršího v děkanátu Hranice.

## Historie farnosti
První písemná zmínka o obci pochází z roku 1238. Z tohoto roku totiž pochází listina, na které jako jeden ze svědků figuruje Valter, farář z Lipníka. Mělo se jednat o markraběcího kaplana a faráře kostela ležícího na markraběcí půdě. Počátkem 16. století byla farnost utrakvistická a roku 1510 získalo město od vrchnosti privilegium, že fara nebude obsazována farářem „ze římské strany“. Fara byla později luterská, město bylo i významným centrem Jednoty bratrské.
Roku 1622 získal město kardinál František z Dietrichsteina, který v něm s pomocí jezuitů zahájil rychlou rekatolizaci. Dietrichsteinům patřil Lipník až do roku 1864, kdy rod vymřel. V letech 1634–1884 působili v Lipníku piaristé.

## Duchovní správci
- R. D. Mgr. Ing. Libor Churý (2020–2025)
- R. D. ICLic. Mgr. Vít Hlavica (2025–současnost)

Přehled dřívějších duchovních správců (do roku 2003) je uveden na webu farnosti.
Současným farářem je od července 2025 R. D. ICLic. Mgr. Vít Hlavica, který je současně administrátorem excurrendo v 6 okolních farnostech: Dolní Újezd, Osek nad Bečvou, Týn nad Bečvou, Jezernice, Loučka a Podhoří.

## Bohoslužby
| Kostel                         | Místo             | Bohoslužba (den)            | Hodina                      | Poznámka        |
| ------------------------------ | ----------------- | --------------------------- | --------------------------- | --------------- |
| svatého Jakuba Staršího        | Lipník nad Bečvou | neděle pátek                | 9:30 18:00                  | farní kostel    |
| svatého Františka Serafínského | Lipník nad Bečvou | bez pravidelných bohoslužeb | bez pravidelných bohoslužeb | filiální kostel |
| kaple sv. Josefa               | Lipník nad Bečvou | bez pravidelných bohoslužeb | bez pravidelných bohoslužeb | kaple           |
| kaple sv. Petra                | Lipník nad Bečvou | bez pravidelných bohoslužeb | bez pravidelných bohoslužeb | kaple           |
| kaple Všech Svatých            | Bohuslávky        | 5. sobota v měsíci          | 18:00                       | kaple           |

## Kněží pocházející z farnosti
- Jan Faltýnek (svěcení 2019)[4]
- František Ximenes (svěcení 1770)[5]

## Aktivity ve farnosti
Pro farnosti Lipník nad Bečvou, Osek nad Bečvou a Týn nad Bečvou vycházejí sedmkrát ročně Farní listy. Ve farnosti je zřízena pastorační rada.
Ve farnosti se pravidelně koná tříkrálová sbírka. V roce 2017 se v Lipníku vybralo 91 662 korun.
Každoročně se farnost zapojuje do akce Noc kostelů, konkrétně v klášterním kostele svatého Františka Serafínského.